# Sybil (película de 2007)
Sybil es un docudrama de 2007 estadounidense dirigida por Joseph Sargent. La adaptación para televisión de John Pielmeier se basa en el libro de 1973 del mismo nombre, escrito por la periodista estadounidense Flora Rheta Schreiber, que narra la historia real de Shirley Ardell Mason, que fue diagnosticada con trastorno de personalidad múltiple. Esta es la segunda adaptación del libro, después de una miniserie de 1976 que se emitió por NBC y ganó el Premio Emmy. Las escenas de la universidad de Columbia fueron filmadas en la Universidad de Dalhousie, en Nueva Escocia.
En enero de 2006, The Hollywood Reporter anunció que CBS había dado luz verde al proyecto, pero la había dejado de lado después de su terminación. Entonces la película fue estrenada en Brasil, Hungría, Italia, Nueva Zelanda, Noruega y República Dominicana. Finalmente, se emitió en Estados Unidos por televisión el 7 de junio de 2008.

## Argumento
La estudiante Sybil Dorsett experimenta problemas mientras estudia arte en la Universidad de Columbia, por lo que el psiquiatra Dr. Atcheson —que cree que la joven sufre de histeria femenina—, la envía con la psiquiatra Cornelia Wilbur. A medida que su tratamiento avanza, Sybil confiesa que frecuentemente experimenta pérdida de conocimiento y que no se puede dar cuenta de grandes lapsos de tiempo. Wilbur le ayuda a recordar su infancia en la que sufrió abusos físicos, emocionales y sexuales a manos de su perturbada madre Hattie. Con el tiempo comienzan a emerger 16 identidades diferentes que varían en edad y características personales. El principal de ellos es Vicky, una mujer francesa que explica a la Dra. Wilbur que es la dirigente de las diferentes partes de la totalidad de Sybil. Los padres de la terapeuta sospechan que esta ha influido en su paciente en la creación de sus otros yoes, y el padre de Sybil se niega a admitir que su difunta esposa fue otra cosa que una madre amorosa.

## Elenco
- Jessica Lange: Dra. Cornelia Wilbur
- Tammy Blanchard: Sybil Dorsett
- Eddie Ruiz: Dr. Ladysman
- JoBeth Williams: Hattie Dorsett

## Shirley Ardell Mason
Nació el 25 de enero de 1923 y murió el 26 de febrero de 1998, su tratamiento duró 11 años.  